# Tadeusz Biestek
Tadeusz Biestek (ur. 24 lipca 1926 w Mołodecznie, k. Wilna, zm. 4 września 2011 w Warszawie) polski chemik, profesor, inżynier, specjalista z dziedziny korozji i powłok ochronnych, zajmujący się badaniami z zakresu ochrony przed korozją. Autor wielu artykułów i monografii z zakresu ochrony antykorozyjnej.
W 1950 ukończył Politechnikę Wrocławską. Tytuł doktora nauk technicznych uzyskał w 1965. Tytuł profesora otrzymał w 1980.

## Wybrane publikacje
- The influence of chromating of electrodeposited copper-nickel-chromium coatings on steel. Results of five years of field corrosion testing. „ASTM Special Technical Publication”. 79, 1987.brak numeru strony
- Metody badań powłok metalowych. „Methoden zur Prufnug metallicher Uberzuge”, 1971.brak numeru strony

## Odznaczenia
- Złoty Krzyż Zasługi (1965)
- Krzyż Armii Krajowej (1986)
- Krzyż Partyzancki (1990)
- Odznaka „Weteran Walk o Wolność i Niepodległość Ojczyzny” (1995)[2]